# Heinrich Drerup (Jurist)
Heinrich Drerup (* 23. August 1904; † 3. Februar 1978) war ein deutscher Verwaltungsjurist.

## Leben
Heinrich Drerup studierte Rechtswissenschaften an der Westfälischen Wilhelms-Universität in Münster und wurde 1929 mit der Arbeit Die Grenzen der Gehorsamspflicht der Beamten zum Dr. iur. promoviert.
Von 1. August 1954 bis 1969 war er Präsident der Oberpostdirektion Münster. Unter seiner Amtszeit wurden das Postamt am Domplatz (1956) und das Fernmeldeamt an der Oststraße (1966) errichtet.
1962 wurde er von Kardinal-Großmeister Eugène Kardinal Tisserant zum Ritter des Ritterordens vom Heiligen Grab zu Jerusalem ernannt und am 15. Dezember 1962 in Köln durch Lorenz Jaeger, Großprior der deutschen Statthalterei, investiert.
Er war Mitglied der katholischen Studentenverbindungen KStV Ravensberg Münster und KStV Walhalla Würzburg.

## Ehrungen
- 1962: Ritterschlag zum Ritter vom Heiligen Grab
- 1969: Großes Verdienstkreuz der Bundesrepublik Deutschland